# Sidi Mezghiche
Sidi Mezghiche (em árabe: سيدي مزغيش) é uma comuna localizada na província de Skikda, Argélia. De acordo com o censo de 2008, a população total da cidade era de 25 593 habitantes.